# Anthony Aquino
Anthony Aquino (Mississauga, 1º agosto 1982) è un ex hockeista su ghiaccio canadese naturalizzato italiano, di ruolo attaccante.
Anche Il fratello minore Luciano è un ex giocatore di hockey su ghiaccio.

## Carriera
Anthony Aquino iniziò la sua carriera nel 1999 con i Merrimack College, squadra affiliata alla lega giovanile nordamericana della NCAA.
In Italia esordì nella stagione 2004-2005 con la maglia del Ritten Sport, mentre l'anno seguente vestì la maglia degli Adler Mannheim nella DEL. Nel 2006-2007, dopo una breve parentesi con due diverse squadre scandinave, tornò in Italia e più precisamente a Brunico. Nella stagione 2007-2008 indossò la casacca dello Sport Ghiaccio Pontebba mentre nella stagione 2009-2010 venne ceduto all'HC Valpellice dove rimase per due stagioni assieme al fratello Luciano.
Dalla stagione 2011-2012 passò ai Brûleurs de Loups de Grenoble nella Ligue Magnus, massimo campionato francese. Nell'estate del 2012 approdò nella EBEL austriaca con l'HC Innsbruck, tuttavia nel corso della preparazione estiva non seppe mantenere le aspettative del club, dal quale fu liberato il 4 settembre. Il 12 settembre fece ritorno in Serie A con la maglia dell'HC Valpellice.
Nel 2013 si trasferì in Polonia ingaggiato dalla formazione del KH Sanok. Tuttavia, nel mese di gennaio del 2014, lasciò la Polonia per trasferirsi in Danimarca, agli Odense Bulldogs, con cui militò fino al termine della stagione 2014-2015, quando si trasferì in un'altra squadra danese, il Rungsted Seier Capital.
Nel successivo mese di gennaio chiese ed ottenne dal Rungsted di essere liberato, per poter fare ritorno in Canada, appendendo definitivamente i pattini al chiodo.

## Palmarès

### Club
- Coppa Italia: 2

Pontebba: 2007-2008
Valpellice: 2012-2013